# Federico Gomes Gerth
Federico Gomes Gerth (* 5. března 2004) je argentinský profesionální fotbalista, který hraje na pozici brankáře za portugalský klub Académico de Viseu FC.

## Mládí
Gomes Gerth se narodil v San Isidro, v severní části provincie Buenos Aires, a od 8 let začal hrát v akademii Tigre. Přezdívá se mu "Chiquito", přestože měří téměř dva metry.

## Klubová kariéra
Gomes Gerth měl v klubu CA Tigre smlouvu do prosince 2024. Kromě toho, že je jeho výška výbornou předností brankáře, má také pověst, že výborně hraje s míčem u nohy. Říká se, že je obdivovatelem Rogéria Ceniho a Josého Luise Chilaverta.
Dne 31. ledna 2024 podepsal Gomes Gerth smlouvu na tři a půl roku s klubem Académico de Viseu, hrající Segunda Ligu.

## Reprezentační kariéra
V listopadu 2021 byl Gomes Gerth poprvé povolán do seniorské argentinské reprezentace na kvalifikační zápasy na Mistrovství světa ve fotbale 2022 proti Uruguayi a Brazílii.
Gomes Gerth byl vybrán, aby trénoval a žil s argentinským týmem v Kataru během Mistrovství světa ve fotbale 2022. Byl nazýván "27. hráčem" v týmu. O Lionelu Messim řekl: "Zahrnul mě do všeho a dal mi pocit, že jsem součástí úspěchu." Kromě tréninku s prvním týmem bylo také záměrem této akce, aby nasával zkušenosti a naučil se, co to znamená být brankářem na nejvyšší úrovni.
Trenér Javier Mascherano ho jmenoval do argentinského týmu do 20 let pro Mistrovství Jižní Ameriky ve fotbale hráčů do 20 let 2023, které se konalo v Kolumbii v lednu a únoru 2023.